# Sir Glutonius
Sir Glutonius é um parente distante do Tio Patinhas, era cozinheiro do rei Guilherme, o Leão. Certa vez saqueou a dispensa real e morreu de indigestão.
É mencionado na história "O Segredo do Castelo", de Carl Barks e depois apareceu na árvore genealógica da Família Pato, de Don Rosa. Nasceu na Escócia em 1159 e foi enterrado no cemitério da família. Sua armadura foi colocada no hall de entrada do castelo.

## Nomes em outros idiomas
- Alemão: Sir Dümpelfried Duck
- Dinamarquês: Grev Iron-Ironside
- Finlandês: Sir Mahakas MacAnkka
- Francês: Sir Emeric Mc Picsou
- Grego: Σερ Άμπακους Μακ Ντακ
- Holandês: Sir Cholestrol McDuck
- Inglês: Sir Roast McDuck
- Italiano: Conte Pancia di Ghisa de Paperoni
- Norueguês: Grev Buk Mcjern
- Polonês: Sir Rusztyfon McKwacz
- Sueco: Sir Tjocko